# チャーマラージャナガル

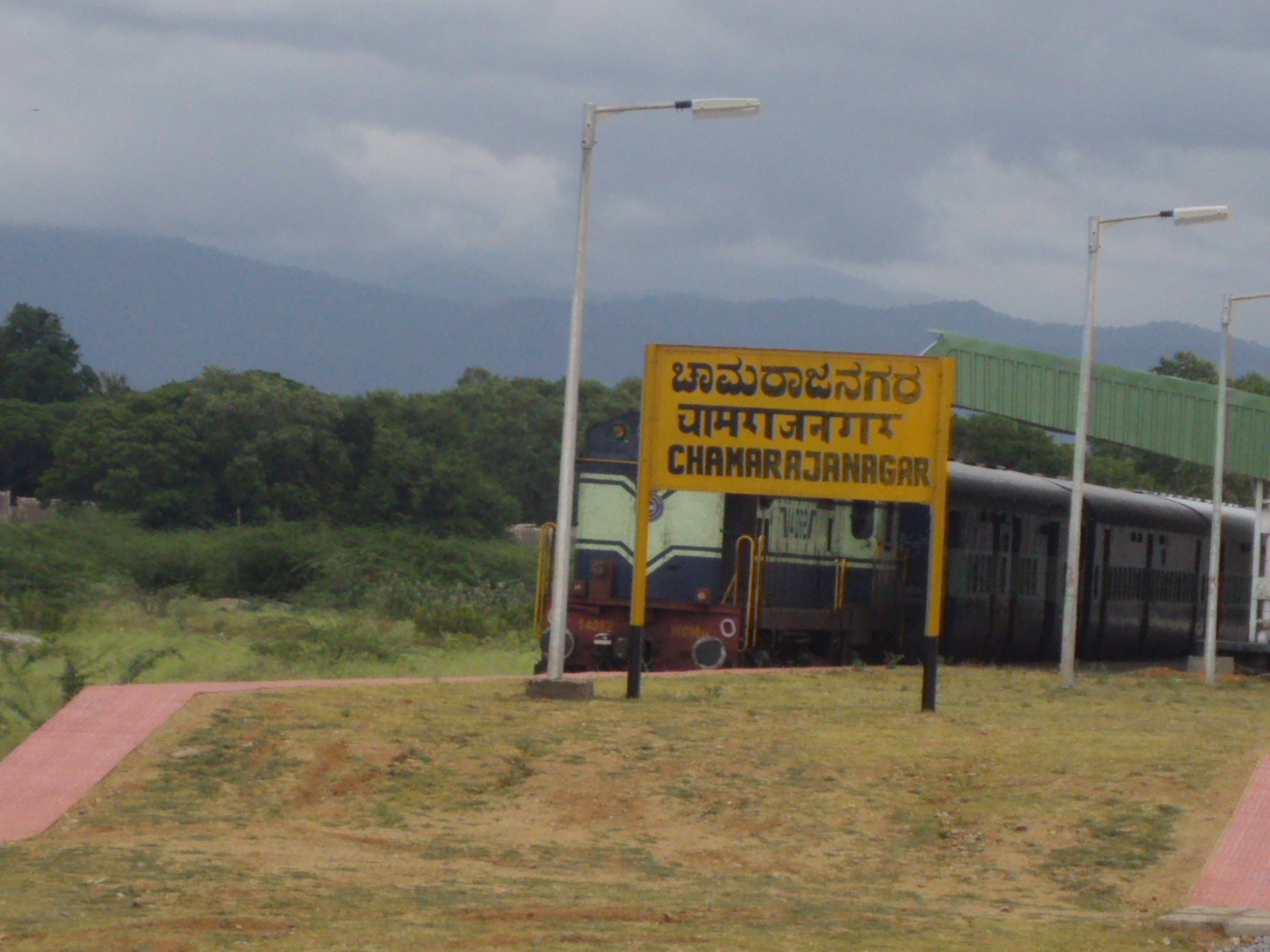
チャーマラージャナガル駅

チャーマラージャナガル（カンナダ語：ಚಾಮರಾಜನಗರ、英語：Chamarajanagar）は、南インドのカルナータカ州、チャーマラージャナガル県の都市。チャーマラージャナガラ（Chamarajanagara）とも呼ばれる。
この都市の名は18世紀末のマイソール王チャーマ・ラージャ9世の名に由来し、意味は「チャーマ・ラージャの都市（ナガル）」である。彼がこの地で生まれたことにより、その名にちなんで改名されることとなった。
だが、チャーマ・ラージャ9世は王国の支配者であるティプー・スルターンにすっかり実権を奪われており、名目的な王にすぎなかった。